# Municipio de Clark (Nebraska)
El municipio de Clark (en inglés: Clark Township) es un municipio ubicado en el condado de Dixon en el estado estadounidense de Nebraska. En el año 2010 tenía una población de 154 habitantes y una densidad poblacional de 1,65 personas por km².

## Geografía
El municipio de Clark se encuentra ubicado en las coordenadas 42°29′19″N 96°57′43″O / 42.48861, -96.96194. Según la Oficina del Censo de los Estados Unidos, el municipio tiene una superficie total de 93.59 km², de la cual 93,53 km² corresponden a tierra firme y (0,06 %) 0,05 km² es agua.

## Demografía
Según el censo de 2010, había 154 personas residiendo en el municipio de Clark. La densidad de población era de 1,65 hab./km². De los 154 habitantes, el municipio de Clark estaba compuesto por el 98,7 % blancos, el 0,65 % eran asiáticos y el 0,65 % eran de una mezcla de razas. Del total de la población el 0,65 % eran hispanos o latinos de cualquier raza.